# 港浩一
港 浩一（みなと こういち、1952年〈昭和27年〉5月15日 - ）は、日本の実業家、ディレクター、テレビプロデューサー。フジテレビジョン代表取締役社長などを歴任した。

## 来歴
北海道上磯郡木古内町生まれ。札幌市白石区の中学校、北海道札幌西高等学校、早稲田大学第一文学部卒業。
1976年4月、フジテレビジョン入社。番組制作を志望していたが、人事部に配属された。これは当時のフジテレビが制作局を廃止、複数の制作子会社への分社体制を導入していたため。1979年、制作子会社に出向する。翌年1980年の大改革でフジテレビ本社が制作子会社を吸収合併し、分社体制を廃止する。念願叶い制作部に所属された。以降、制作畑一筋で、フジテレビが最も勢いがあった1980年代から1990年代までにバラエティーの現場で活躍、ディレクター、プロデューサーとして『とんねるずのみなさんのおかげです』など数々の人気番組を手掛けた。第二制作部部長やバラエティ制作センター室長、バラエティ制作センター担当局長などを歴任した。
2013年6月27日、フジテレビジョン常務取締役（編成制作局バラエティ制作・アナウンス室・美術制作担当）に就任。同年12月、バラエティ番組『ほこ×たて』が不適切演出により打ち切りとなり、担当役員として減俸処分を受けた。2015年6月11日、共同テレビジョン代表取締役社長に就任。
2022年6月28日付でフジテレビジョン代表取締役社長およびフジ・メディア・ホールディングス取締役に就任。

### 中居正広とフジテレビ女性社員とのトラブルについての判断
中居正広と女性とのトラブル問題を港が把握した時期は「2023年6月」だったと、本人は2025年1月に公表した。把握直後に、その件について当時フジテレビ専務であった大多亮に連絡が入り「非常に重い事案だ」「（フジの）社長に（報告を）あげなくては」と判断し、港浩一に連絡したという。
フジは中居の冠番組として『まつもtoなかい』（のち『だれかtoなかい』）を2023年4月から放送していたが、港は問題を把握した後も、中居の冠番組の放送を続ける判断をした。レギュラーではないスポーツ番組でも、新たに中居に依頼していた。
港は中居正広の問題を、（本来なら伝えるべきであるはずの）フジテレビのコンプライアンス部門（法令遵守部門）の担当者に伝えておらず、同部門は2024年12月に一部週刊誌から同問題に関して取材を受けるまで同問題について知らされていなかった。
なお、2024年末には中居と女性との"トラブル"に「フジテレビの社員が関与していた」などと週刊誌で報じられた。フジテレビの親会社フジ・メディア・ホールディングス（FMH）の株式をグループで7％超保有する米投資ファンド「ダルトン・インベストメンツ」は2025年1月14日、FMHに対し、第三者委員会の調査を求める書簡を送付した。

### 2025年1月17日の会見
株主から指摘を受け、フジテレビは17日にこの件で初めて記者会見を開いた。会見への参加は、記者クラブに加盟している新聞社と通信社のみに限定してしまい、NHK及びフジ以外の在京民放キー局を「オブザーバー（立会人）」扱いにして質問の機会を奪い、生中継や映像撮影も認めなかった。社長として登壇した港は「関係者に多大な迷惑をかけた」と陳謝し、「新たに第三者の弁護士を中心とした調査委員会を立ち上げ、事実関係や会社の対応について検証する」と明らかにしたが、記者からの質問には「調査委員会に委ねる」を連発した。港が行ったこの会見は事態の「炎上」に油を注ぐ結果を招いた。ダルトン・インベストメンツからは後日、「意図的な真相隠蔽」を行ったと指摘された。この会見について港自身も会見が終わった段階で「失敗した」と思ったといい、1月23日にフジテレビのスタジオから行われた社員向け説明会で「失敗したと思った」ということが伝えられた際にはスタジオにいた社員から深いため息があり、「はぁ」という声も所々で聞こえる空気となった。この社員説明会には全社員の9割以上となる計1100人が参加し、社員から怒号のような声も上がり、質問する際に涙する社員もおり、経営陣の刷新を求める意見も噴出した。

### 2025年1月27日の取締役会および会見 - 辞任の申し出
27日午後、フジテレビで臨時の取締役会が開かれ、港社長から中居正広と女性とのトラブルをめぐる "一連の問題" への対応の責任をとってフジテレビ代表取締役社長およびフジ・メディア・ホールディングスの取締役を辞任するとの申し出があり、27日付けで辞任するとした。なお、"一連の問題"というのは、中居と女性とのトラブルの発生直後に事態を把握していながら1年半にわたって中居が出演する番組の放送を続けてしまったことや、1月17日の記者会見で撮影などに制限を加え、独立性があいまいな調査委員会を設置しようとしたなどとして社員や親会社（FMH）の大株主などから批判の声が相次いでいたことであり、さらに広告主からCM出稿を見合わせる動きが広がりフジテレビの経営にも影響が及ぶ事態となっていたことである。
その後、午後4時から会見が行われ、辞任することを公表した。記者から2023年8月に当時の編成制作担当だった大多亮専務からトラブルの報告を受けた当時の心境について尋ねられると「怒りは感じました。細かいことは分かっていませんでしたけど、怒りは感じていました」と振り返り、誰に対する怒りかと確認されると「中居氏にも怒りがあるととってもらって結構です」と話した。
フジテレビ社員Aの関与について、港は「女性はAの前に中居氏と仕事の場で面識があった。Aに関係なく、面識がある間柄でそこからAが声をかけて、集まりに参加したことがあると思う。回数などについては認識していない」と話した。

## 人物
スポーツ紙で好きなのは競馬面。
『週刊文春』によると、1980年代 - 1990年代にバラエティー番組の制作を担当していた頃、女性アナが同席する食事会を定番化させたという。のちに、芸能事務所の経営者らを接待する会合は「港会」と呼ばれた。
2014年には、当時フジテレビ常務取締役だった港が、銀座の高級クラブの30歳年下の女性と伊豆の温泉に不倫旅行をする様子を『週刊文春』が報じた。その後も、若い女性と手を繋いで一緒に蕎麦店で食事をする姿が目撃された。
社長に就任した2022年より、年一回の社内表彰として「フジテレビ港賞」を設け、優れた企画を提案した社員に対して贈るようになったが、「最優秀賞」「優秀賞」の他に、社長と食事を共にする「ディナー賞」も用意し、2024年10月8日には佐々木恭子がこの「ディナー賞」を受賞した。

## 仕事上の人脈
石田弘はもともと先輩に当たる。2025年1月までは「フジテレビ嘱託エグゼクティブプロデューサーの石田」と「フジテレビ代表取締役の港」という関係であった。
日枝久は、プロデューサーだった当時の港にとっては編成局長という存在だった。港が手掛けた代表作『とんねるずのみなさんのおかげです』は、石橋が当時の日枝編成局長に直訴して『火曜ワイドスペシャル』の特番枠から始まったが、その企画会議は、木梨の提案を受けてホテルのスイートルームで行なった。
秋元康は、港が1980年に『ザ・ラストショー』という深夜番組でディレクターデビューした時に構成作家として一緒に仕事をした関係であり、『オールナイトフジ』『夕やけニャンニャン』やとんねるずの番組等でも仕事仲間であり、港は"盟友関係"と言っている。秋元は、港の肝いりで始まった『オールナイトフジ』の後継番組『オールナイトフジコ』の総合プロデューサーを務めている。
神原孝は、かつて"班制度"があった時期のフジテレビでの"港班"で修行中のスタッフという関係だった。神原は入社当初まず王東順率いる王班で修業を積んだ後に港班に移籍しさらに修行を積み、その後音組で修業した。制作・プロデューサーとなってからの担当歴は、『5LDK』『なかよしテレビ』『百識王』『ザ・ベストハウス123』『クイズ!ヘキサゴンII』『アイドリング!!!』。2025年1月まで「フジテレビ代表取締役としての港」と「FCC制作室企画開発部長としての神原」という関係であった。
中嶋優一は、編成制作局の後輩。2023年1月スタートの『ぽかぽか』への出演依頼の面談をタレントとする時も、中嶋優一（当時は編成制作局編成部長）経由で伝えた。
芸人との繋がりとしては、とんねるずと仕事上の繋がりが強く、港は「とんねるず班」のトップであった。明石家さんまの枠も多く担当し、先輩である三宅恵介が担当しないさんまの番組は港担当になっていることも多かった。ヒロミとも繋がっており、『1or8』のプロデューサーもした。

## 過去の担当番組

### チーフアシスタントディレクター
- ドリフ大爆笑[33]

### ディレクター
- ザ・ラストショー（秋元康と組んだディレクターデビュー番組）
- クイズ・ドレミファドン!
- 夕やけニャンニャン
- オールナイトフジ[注釈 3]
- 桃色学園都市宣言!!（水曜日）
- FNS大感謝祭
- 初詣!爆笑ヒットパレード（ディレクター→プロデューサー→制作）

### プロデューサー
- とんねるずのみなさんのおかげです（チーフディレクター兼任）
- とんねるずの本汁でしょう!!
- とんねるずのみなさんのおかげでした（初代プロデューサー）
  - ギャラクシーフジヤマ（上記の1コーナー）
- 週刊スタミナ天国
- ONE OR EIGHT
- チノパン（火曜日）
- エブナイTHURSDAY

### 総合プロデューサー
- エブナイSATURDAY
- FNS年末スペシャル フジテレビにしか出来ない20世紀の黄金バラエティ大全集!（2000年）
- FNS ALLSTARS 27時間笑いの夢列島（2001年）
- 本能のハイキック!
- FNS27時間テレビ めちゃ²オキてるッ! 楽しくなければテレビじゃないじゃ〜ん!!（2004年）
- お台場明石城（出演、ディレクター査定）

### ゼネラルプロデューサー
- FNS26時間テレビ 国民的なおもしろさ!史上最大!!真夏のクイズ祭り 26時間ぶっ通しスペシャル（2006年）
- FNS27時間テレビ みんな なまか だっ! ウッキー!ハッピー!西遊記!（2007年）
- FNSの日26時間テレビ 2009 超笑顔パレード 爆笑!お台場合宿!!（2009年）
- FNS27時間テレビ めちゃ²デジッてるッ! 笑顔になれなきゃテレビじゃないじゃ〜ん!!（2011年）
- FNS27時間テレビ 笑っていいとも!真夏の超団結特大号!!徹夜でがんばっちゃってもいいかな?（2012年）
- FNS27時間テレビ 女子力全開2013 乙女の笑顔が明日をつくる!!（2013年）

### 監修
- 新春かくし芸大会（第40回- 監修→制作→制作総指揮）
- お台場アイドル魂

### 制作
- 明石家さんまのフジテレビ大反省会
- 初詣!爆笑ヒットパレード
- 登龍門F
  - お笑い登龍門
  - 音箱登龍門
- FNS歌謡祭
  - FNS歌謡祭 うたの夏まつり2011
  - FNSうたの夏まつり
- AKB48選抜総選挙生放送SP
- 23 SATURDAY DREAM SHOW
- フジテレビ開局50周年特別企画第二夜「バラエティルーツの旅・あなたがいたから僕がいる 半世紀大感謝祭!!
- 記録よりも記憶に残るフジテレビの笑う50年 〜めちゃ×2オボえてるッ!〜

### 制作統括
- FNS ALLSTARS あっつい25時間テレビ やっぱ楽しくなければテレビじゃないもん!（2005年）
- 中居正広の(生)スーパードラマフェスティバル（2006年 - 2009年）
- THE MANZAI（2011年 - 2014年）

### 製作総指揮
- FNS27時間テレビ!! みんな笑顔のひょうきん夢列島!!（2008年）
- FNSの日26時間テレビ2010 超笑顔パレード 絆 爆笑!お台場合宿!!（2010年）